# Carlos Monsiváis
Œuvres principales
Aires de familia. Cultura y sociedad en América Latina
Carlos Monsiváis Aceves, né le 4 mai 1938 à Mexico et mort le 19 juin 2010 dans la même ville, est un écrivain, essayiste, journaliste, scénariste, acteur et critique de cinéma mexicain.
Carlos Monsiváis fut l'un des écrivains les plus importants du Mexique contemporain et l'une des voix les plus reconnaissables du panorama culturel hispanique. Il a participé à la vie culturelle par de nombreux médias (revues, tables rondes, programmes de radio et de télévision, journaux, colloques, musées, films, anthologies...) qui l'ont rendu célèbre et en ont fait un personnage essentiel de la ville de Mexico. L'écrivain Adolfo Castañón, dans son essai Un hombre llamado ciudad, le considère comme « le dernier écrivain public du Mexique », dans le sens que « non seulement tous les Mexicains l'ont lu ou entendu, mais aussi que chacun peut le reconnaitre dans la rue ».

## Biographie

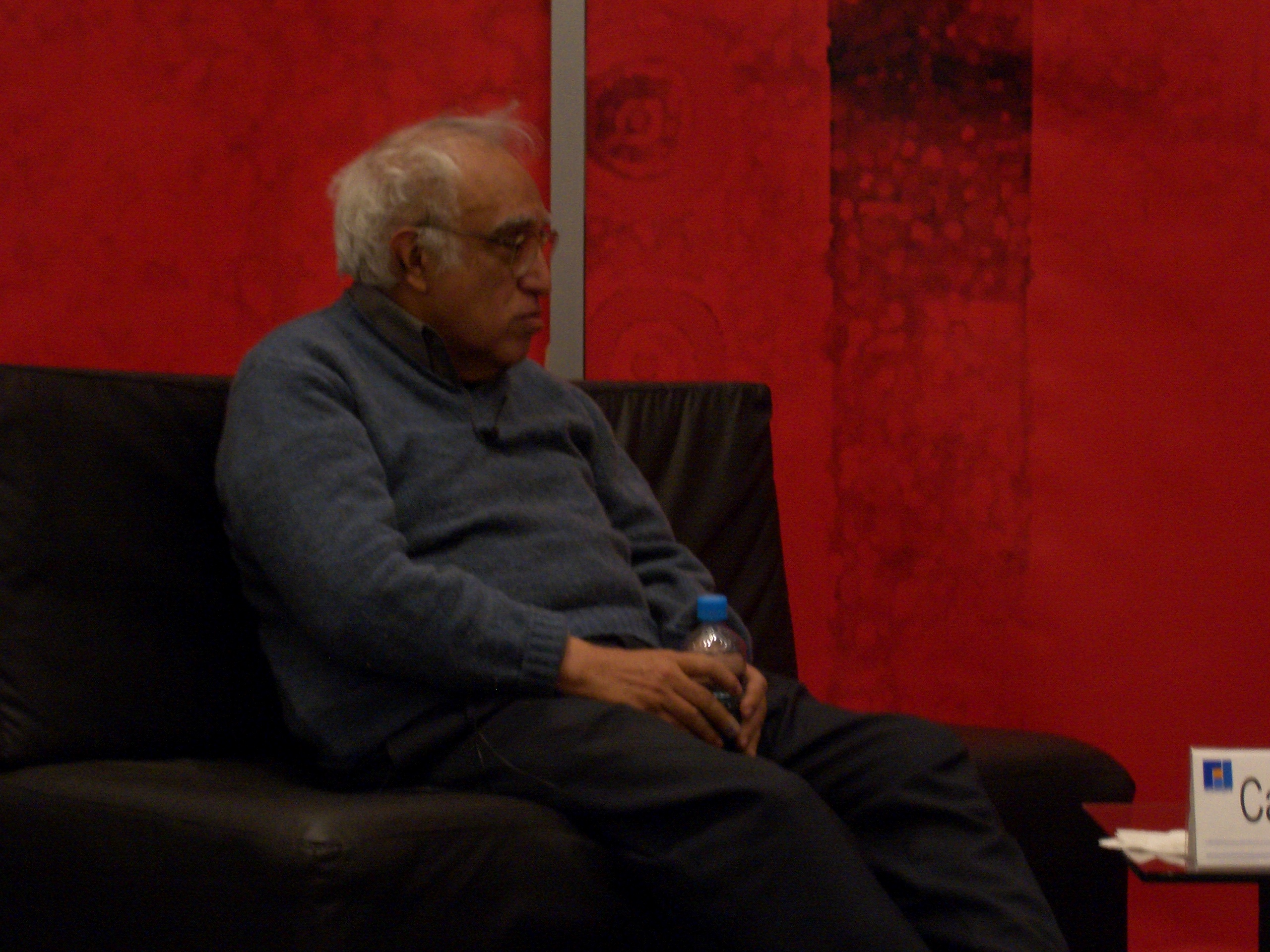
Carlos Monsiváis en 2005.

Dès son plus jeune âge, il collabore aux suppléments culturels et aux journaux les plus importants du Mexique. Il fait ses études à la faculté de philosophie et de lettres de l'Université nationale autonome du Mexique ainsi qu'au Séminaire théologique presbytérien de Mexico. Sa grande culture, sa curiosité universelle, son écriture efficace et sa capacité de synthèse lui ont permis de disséquer les aspects fondamentaux de la vie culturelle et politique du Mexique d'hier et d'aujourd'hui.
Étant donné que la majeure partie de son œuvre a été publiée dans des périodiques, il est difficile d'en estimer le volume avec précision. Bien qu'il ait publié de nombreux livres (plus d'une cinquantaine), la plupart de ses écrits ne furent jamais édités et on ne peut donc les retrouver que dans des revues, des suppléments, des hebdomadaires et tous types de publications. Une autre partie de son œuvre se répartit entre des centaines d'interviews qu'il a données à divers médias mexicains et étrangers. Parmi les quotidiens les plus importants du Mexique où il a collaboré on retrouve Novedades, El Día, Excélsior, Uno Más Uno, La Jornada, El Universal, Proceso, les revues  Siempre!, Éros, Personas, Nexos, Letras Libres, Este País, et d'autres publications. Il fut également éditorialiste.

## Filmographie

### Comme acteur
- 1965 : Tajimara  de Juan José Gurrola
- 1965 : Un alma pura de Juan Ibáñez
- 1965 : En este pueblo no hay ladrones d'Alberto Isaac
- 1967 : Los caifanes de Juan Ibáñez
- 1968 : Las visitaciones del diablo d'Alberto Isaac
- 1970 : Emiliano Zapata de Felipe Cazals
- 1991 : La vengadora 2 de Raúl Fernández fils
- 2001 : Un mundo raro d'Armando Casas

### Comme scénariste
- 1979 : México de mis amores de Nancy Cárdenas
- 1985 : Fonqui
- 1995 : Victimas del pecado neoliberal de Ximena Cuevas et Jesusa Rodríguez
- 2000 : El alma de México de Hector Tajonar (série télévisée)

### Chroniques
- Principios y potestades (1969)
- Días de guardar (1971), sur le massacre de Tlatelolco.
- Amor perdido (1976), sur des figures mythiques du cinéma mexicain, la musique populaire, le syndicalisme, la gauche et la politique.
- De qué se ríe el licenciado (1984)
- Entrada libre, crónicas de la sociedad que se organiza (1987)
- Escenas de pudor y liviandad (1988), sur la société du spectacle
- Los rituales del caos. Ceremonias de la debacle ciudadana y política (1995)

### Récit
- Nuevo catecismo para indios remisos (1982) traduit en 2009 par Marie-Ange Brillaud, édition Atelier du Gué sous le titre

Nouveau catéchisme pour indiens insoumis

### Biographie
- Frida Kahlo: Una vida, una obra (1992)

### Essais
- Características de la cultura nacional (1969)
- Historias para temblar: 19 de septiembre de 1985 (1988), sur le tremblement de terre de 1985, qui causa des milliers de morts dans la ville de Mexico.
- Aires de familia. Cultura y sociedad en América Latina (2001)
- Yo te Bendigo Vida (2002), sur la vie et l'œuvre d'Amado Nervo.

### Anthologies
- La poesía mexicana del siglo XX (1966)
- La poesía mexicana II, 1914-1979 (1979)
- A Ustedes les consta: Antología de la Crónica en México (1982)
- La poesía mexicana III (1985)